# Mienai chikara ~Invisible One~/Move
Mienai chikara ~INVISIBLE ONE~/MOVE (jap. ミエナイチカラ 〜INVISIBLE ONE〜/MOVE) – dziewiętnasty singel japońskiego zespołu B’z, wydany 6 marca 1996 roku. Osiągnął 1 pozycję w rankingu Oricon i pozostał na liście przez 11 tygodni, sprzedał się w nakładzie 1 236 310 egzemplarzy. Singel zdobył status płyty Milion.
Utwór Mienai chikara ~INVISIBLE ONE~ został wykorzystany jako opening anime Jigoku Sensei Nūbē (jap. 地獄先生ぬ〜べ〜), a utwór MOVE został użyty w reklamie „Shinkenzemi chūgaku kōza” (jap. 進研ゼミ中学講座) firmy Benesse Corporation.

## Lista utworów
| Nr | Tytuł                                                                    | Czas |
| -- | ------------------------------------------------------------------------ | ---- |
| 1. | „Mienai chikara ~INVISIBLE ONE~” (jap. ミエナイチカラ 〜INVISIBLE ONE〜) | 4:41 |
| 2. | „MOVE”                                                                   | 3:44 |

## Muzycy
- Tak Matsumoto: gitara, kompozycja i aranżacja utworów
- Kōshi Inaba: wokal, teksty utworów, aranżacja
- Masao Akashi: gitara basowa
- Jun Aoyama: perkusja (#1)
- SOUL TOUL: perkusja (#2)
- Takanobu Masuda: organy
- Daisuke Ikeda: manipulator, aranżacja (#1)

## Notowania
| Lista                                  | Pozycja |
| -------------------------------------- | ------- |
| Oricon Weekly Singles Chart            | 1       |
| Oricon Monthly Singles Chart           | 1       |
| Oricon Yearly Singles Chart (rok 1996) | 11      |